# Юхта-3
Ю́хта-3 — посёлок в Свободненском районе Амурской области России. Входит в состав Дмитриевского сельсовета.

## География
Посёлок находится на левом берегу реки Большая Пёра (приток Зеи), на расстоянии 2 км (по прямой) к юго-востоку от села Дмитриевка, административного центра сельсовета, и 8 км (по прямой) к северо-востоку от города Свободный, административного центра района.
От посёлка Юхта-3 идёт на автодорога к сёлам Черниговка и Гащенка, с выездом на автодорогу Чита — Хабаровск.

## Население
| 2002 | 2010 | 2012 | 2013 | 2014 | 2015 | 2016 |
| ---- | ---- | ---- | ---- | ---- | ---- | ---- |
| 147  | ↘107 | ↗109 | ↘104 | ↗109 | ↘101 | ↘98  |
| 2017 | 2018 |      |      |      |      |      |
| ↗99  | ↘97  |      |      |      |      |      |

## Улицы
В селе имеются две улицы: Сосновый бор и Тополиная роща.